# 欧特法日
欧特法日（法語：Hautefage，法語發音：[otfaʒ]）是法国科雷兹省的一个市镇，位于该省南部，属于蒂勒区。

## 地理
欧特法日（45°4'57"N, 2°0'4"E）面积24.06 平方千米，位于法国新阿基坦大区科雷兹省，该省份为法国中南部省份，北起上维埃纳省和克勒兹省，西接多爾多涅省，南至洛特省，东临多姆山省和康塔爾省。
与欧特法日接壤的市镇（或旧市镇、城区）包括：拉沙佩勒圣热罗、梅克尔、圣热涅奥梅尔、圣马夏尔昂特赖格、塞维耶尔堡、塞克勒、多尔多涅河畔阿让塔。

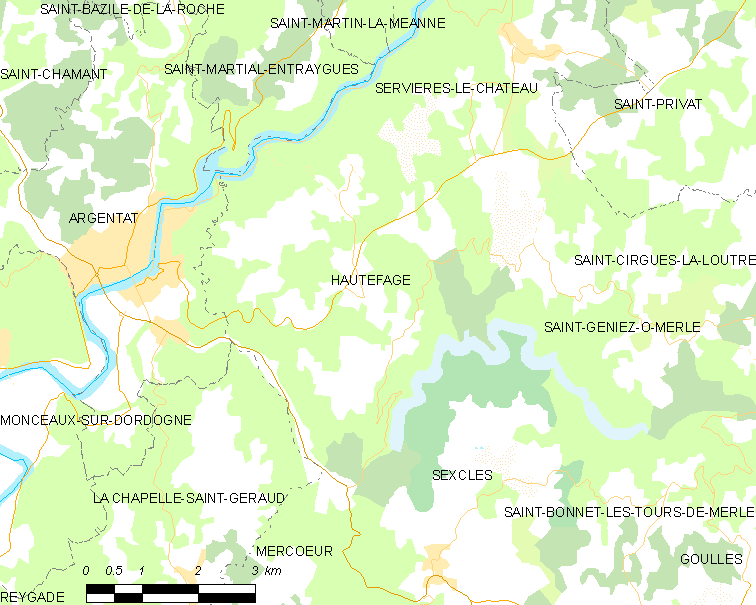
欧特法日的OSM定位图

欧特法日的时区为UTC+01:00、UTC+02:00（夏令时）。

## 行政
欧特法日的邮政编码为19400，INSEE市镇编码为19091。

## 政治
欧特法日所属的省级选区为多尔多涅河畔阿让塔县。

## 人口

1962-2008年间欧特法日人口变化图示

欧特法日于2022年1月1日时的人口数量为316人。